# 부산 선암사 삼층석탑
부산 선암사 삼층석탑(釜山 仙巖寺 三層石塔)은 부산광역시 부산진구 부암동, 선암사 극락전 앞에 있는 고려시대의 삼층석탑이다. 2010년 5월 24일 부산광역시의 문화재자료 제53호로 지정되었다.

## 개요
선암사 극락전 옆 마당에 세워져 있는 이 석탑은 3매의 옥개석으로만 구성되어 있는 규모가 작은 석탑이다. 석탑 부재의 크기 및 형태와 전각 체감율을 고려할 때 1층, 2층, 3층의 동일한 삼층석탑 옥개석으로 판단된다. 1층 옥개석은 지면과 맞닿은 아랫부분이 흙속에 많이 파묻혀 있지만 옥개받침이 4단이며, 낙수면과 옥개받침 등의 치석이 대체로 좋은 편이다. 이 석탑은 조각수법으로 미루어 보아 고려시대 특히 고려 후기에 조성된 것으로 파악된다.
선암사는 《조선사찰자료집(朝鮮寺刹資料集)》에 실려 있는 1868년의 중수기(重修記)와 1938년의「부산부사원고(釜山府史原稿)」에 의하면 신라 애장왕 4년(803)에 창건된 동평현에 있었던 견강사(見江寺)였고, 1400년(정종 2)에 부산포의 동북쪽으로 이건하여 사명을 선암사로 개명하였다고 한다. 이로 미루어 이 삼층석탑 역시 고려시대에 조성되어 견강사 경내에 세워져 있다가 사찰의 이건과 함께 선암사 경내로 옮겨온 것으로 추정된다. 선암사의 사적기가 없는 현시점에서 선암사의 사력(寺歷)을 가늠해 볼 수 있는 소중한 유물로 평가된다.
부산의 대표적인 고찰의 하나인 선암사에 소재하는 이 삼층석탑은 고려시대에 조성된 탑이다. 비록 기단부와 탑신석 및 상륜부가 소실된 채 옥개석만 남아 있어 전체적인 원형은 갖추고 있지 않으나 선암사의 사력을 가늠해 볼 수 있는 가장 오래된 유물이자 소중한 자료이다.

## 같이 보기
- 선암사

## 참고 자료
- 선암사 삼층석탑 - 국가유산청 국가유산포털